# Louis de Broglie
Louis-Victor-Pierre-Raymond, 7e hertog de Broglie (Dieppe, 15 augustus 1892 – Louveciennes, 19 maart 1987, uitspraak "De Broj") was een Franse natuurkundige. Voor zijn ontdekking van het golfgedrag van het elektron (dualiteit tussen golf- en deeltjesgedrag) en de daaruit resulterende hypothese van De Broglie kreeg hij in 1929 de Nobelprijs voor de Natuurkunde.

## Biografie
Louis-Victor de Broglie werd geboren in Dieppe in Normandië als vijfde kind van Louis-Alphonse-Victor, 5e hertog de Broglie (1846–1906) en van Pauline d'Armaille. Eerst kreeg hij huisonderwijs daarna ging hij naar het Lycée Janson de Sailly in Parijs. Vervolgens studeerde hij aan de Sorbonne, waar hij in 1911 een graad in de geschiedenis haalde (aanvankelijk had hij een diplomatieke carrière op het oog) en in 1913 een graad in de natuurkunde.
Tijdens de Eerste Wereldoorlog ging hij voor zes jaar in militaire dienst. Gedurende deze periode was hij gestationeerd in een radiopost onder de Eiffeltoren, waar hij zijn vrije tijd besteedde aan de studie van technische problemen. Na de oorlog, in 1920, kwam zijn wetenschappelijke carrière pas echt op gang. Geïnteresseerd door het experimentele werk uitgevoerd door zijn oudere broer Maurice richtte hij zijn aandacht op de theoretische natuurkunde en dan voornamelijk de bestudering van problemen rond de kwantumtheorie.
Studerend onder begeleiding van Paul Langevin aan de faculteit wetenschap van de universiteit van Parijs leverde hij in 1924 zijn proefschrift "Recherches sur la Théorie des Quanta" (Onderzoek naar de kwantumtheorie) af. Dit proefschrift – dat later als artikel in Annales de Physique verscheen – bevatte een aantal belangrijke bevindingen die hij verkregen had gedurende zijn tweejarige studie. De examencommissie kon echter zijn proefschrift niet goed beoordelen. Dit omdat de hypothese die hij in zijn proefschrift presenteerde geheel nieuw was. Om die reden riep zijn begeleider Paul Langevin de hulp in van Einstein, naar wie hij vooraf een kopie van het proefschrift opgestuurd had. Einstein raakte zeer onder de indruk van het werk van De Broglie. Tegenover de examencommissie verklaarde hij "De Broglie heeft het grote mysterie ontraadseld", waarop de examencommissie de doctorstitel toekende aan De Broglie.
Hierna werd De Broglie docent aan de Sorbonne. Na twee jaar doceren werd hij in 1928 benoemd tot professor theoretische natuurkunde aan het pas opgerichte Institut Henri Poincaré en in 1932 aan de Faculté des Sciences van de universiteit van Parijs

## Werk
De Broglie is beroemd geworden door zijn hypothese dat deeltjes (materie) ook golfeigenschappen bevatten, het zogenaamde golf-deeltjesdualisme. Aan het begin van de twintigste eeuw verklaarden natuurkundigen natuurlijke verschijnselen in termen van deeltjes (zoals het elektron en proton) of elektromagnetische straling (zoals zichtbaar licht). Dit inzicht veranderde in 1905 met een publicatie van Albert Einstein waarin hij postuleerde dat elektromagnetische straling uit deeltjes zou bestaan. Ook toonde Einstein in een andere publicatie met de relativiteitstheorie aan dat materie een vorm van energie is. Of anders gezegd, Einstein verklaarde dat elektromagnetische straling zich ook gedroeg als materie in de vorm van fotonen.
Beïnvloed door Einsteins werk bedacht De Broglie een tegengesteld idee. Als licht zowel een golf- als deeltjeskarakter heeft, dan zouden materiedeeltjes zich onder bepaalde omstandigheden ook moeten gedragen als golf. Zo legde hij voor dat bijvoorbeeld een elektron zich ook kan gedragen als was het een golfbeweging (debrogliegolf) met een golflengte λ = h/p, waarbij p de impuls van het elektron is en h de constante van Planck. Zijn hypothese van materiegolven werd in 1927 voor het eerst experimenteel waargenomen door Clinton Davisson en Lester Germer en door George Paget Thomson.

## Erkenning
In 1944 werd De Broglie lid van de Académie française. Door deze academie werd hij tweemaal onderscheiden, in 1929 met de Henri Poincaré-medaille toen de prijs voor het eerst werd uitgereikt, en in 1932 met de Albert I of Monaco-prijs. In 1929 mocht hij de Nobelprijs in ontvangst nemen (in hetzelfde jaar waarin ook Heisenberg en Schrödinger waren genomineerd), in 1938 de Max Planck-medaille, in 1952 de Kalingaprijs van de UNESCO voor zijn gemakkelijk toegankelijke teksten over de moderne natuurkunde en in 1956 de gouden medaille van het Franse Nationale Wetenschappelijk Onderzoekscentrum. In 1961 werd hij Ridder van het Grootkruis van het Legioen van Eer.
De Broglie werd geboren als prins, maar erfde na het overlijden van zijn oudere broer Maurice de Broglie – eveneens een befaamd natuurkundige – de titel van hertog.

## Bibliografie

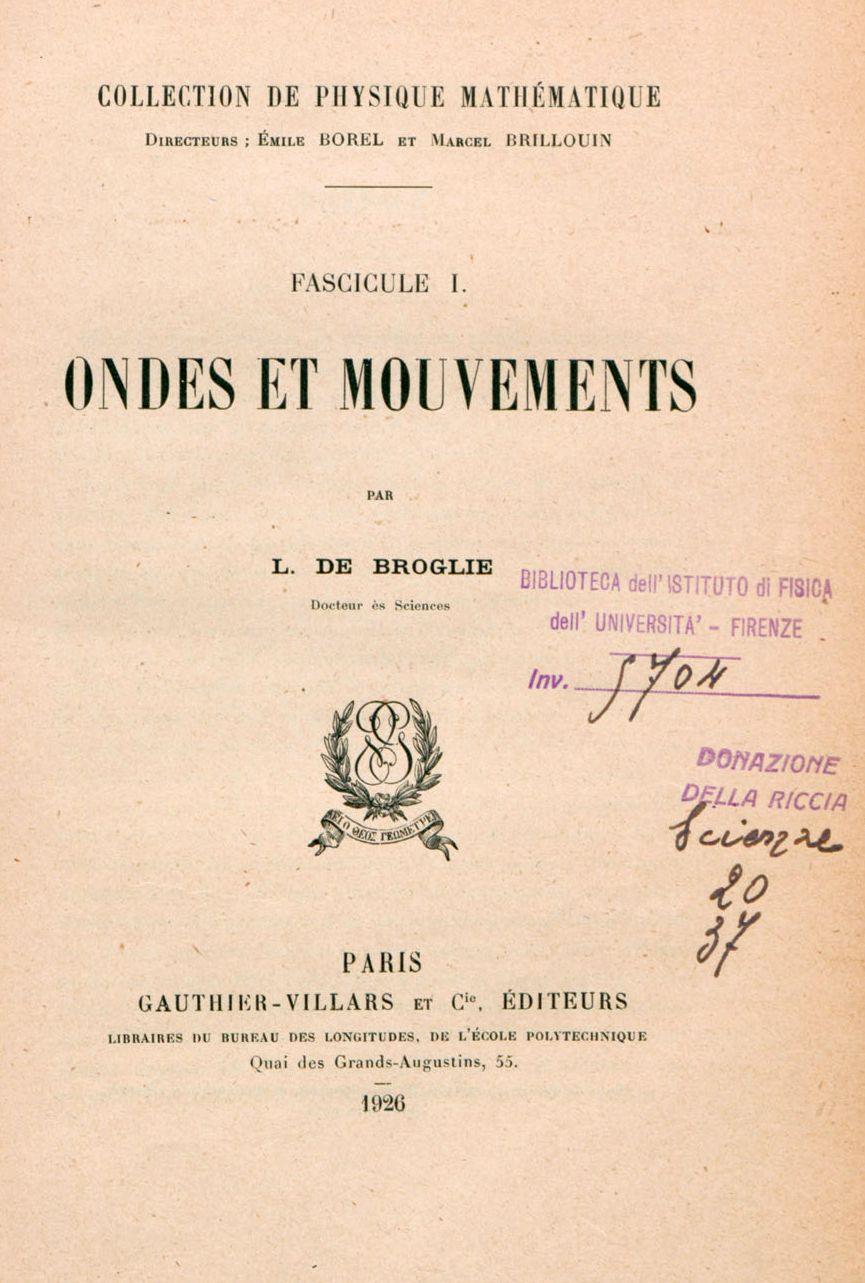
Ondes et mouvements, 1926